# ルフトハンザ・シティーライン5634便着陸失敗事故
ルフトハンザ・シティーライン5634便着陸失敗事故は、1993年1月6日に発生した航空事故。
ブレーメン空港発パリ＝シャルル・ド・ゴール空港行だったルフトハンザ・シティーライン5634便（デ・ハビランド・カナダ DHC-8-311）が、パリ＝シャルル・ド・ゴール空港への着陸進入中に、滑走路手前に墜落し、乗員乗客23人中4人が死亡した。

## 飛行の詳細

### 事故機
事故機のデ・ハビランド・カナダ DHC-8-311は、1990年に製造番号210として製造され、同年に初飛行を行った。総飛行時間は5,973時間で、2基のプラット・アンド・ホイットニー・カナダ PW123を搭載していた。

### 乗員
機長は54歳の男性だった。総飛行時間は11,924時間で、DHC-8では2,003時間の経験があった。副操縦士は25歳の男性だった。総飛行時間は500時間で、DHC-8では293時間の経験があった:6-7。

## 事故の経緯
5634便は、17時55分にブレーメン空港を離陸した。目的地のパリ＝シャルル・ド・ゴール空港へ接近し、管制官から滑走路27への進入許可を得た。
ところが、先に着陸した大韓航空のボーイング747が第1エンジンを滑走路に接触させたため、滑走路の検査が行われることになり、滑走路27は閉鎖された。
管制官は、5634便へ滑走路28に着陸するよう指示を出し、左旋回するよう指示したが、5934便は、雲の中を飛行していたため、滑走路を視認できなかった。さらに、降下率が高すぎたため、滑走路から1,800mの地表に墜落し、大破した。
墜落により、乗員乗客23人中乗客4人が死亡した。

## 事故調査
調査により、墜落の80秒前に副操縦士が自動操縦を解除し、70秒前にはスラストレバーをアイドルにしていたことが分かった。また、警報装置が「Sink Late」や「Pull Up」、「Terrain」などと警告を発していたことも明らかになった。報告書では、天候が悪く滑走路が視認できなかったにもかかわらず進入を継続したことと、対気速度が低下し、降下率が高すぎることに気づかなかったことが原因だとした:22。

## 事故後
事故後、ルフトハンザの標準的な訓練や基準を満たしていない外部企業へ運航を委託していたことなどから、ルフトハンザ・シティーラインのコンセプトが批判された。